# Sant Salvador de Casós
Sant Salvador de Casós és una ermita de la vila de Casós, nucli que pertany al municipi del Pont de Suert. El temple està situat en una elevació rocosa a 1.400 metres d'altitud, en un paratge ubicat al terme de Vilaller.
Petita construcció popular del segle XVII, d'una sola nau rectangular amb coberta de dues aigües. A l'interior s'allotja una fornícula que conté una reproducció de l'antiga talla original del sant, obra de l'artista lleidatà José Maria Gardeñes.
L'ermita va ser restaurada íntegrament l'any 2000 dins el marc d'un camp de treball organitzat pel centre d'esplai del Col·legi Episcopal de Lleida.
En la tradició cristiana Sant Salvador representa la Transfiguració de Jesús, que segons les escriptures va succeir al mont Tabor. Per aquest motiu les ermites dedicades a Sant Salvador es construeixen en llocs encimbellats.
L'accés al temple es realitza a través d'un sender que s'inicia al poble de Casós, després d'una travessia de 45 minuts i de 200 metres de desnivell. L'enclavament constitueix un mirador privilegiat de la Vall de Barravés. El dia 6 d'agost els habitants de Casós celebren el romiatge a l'ermita.

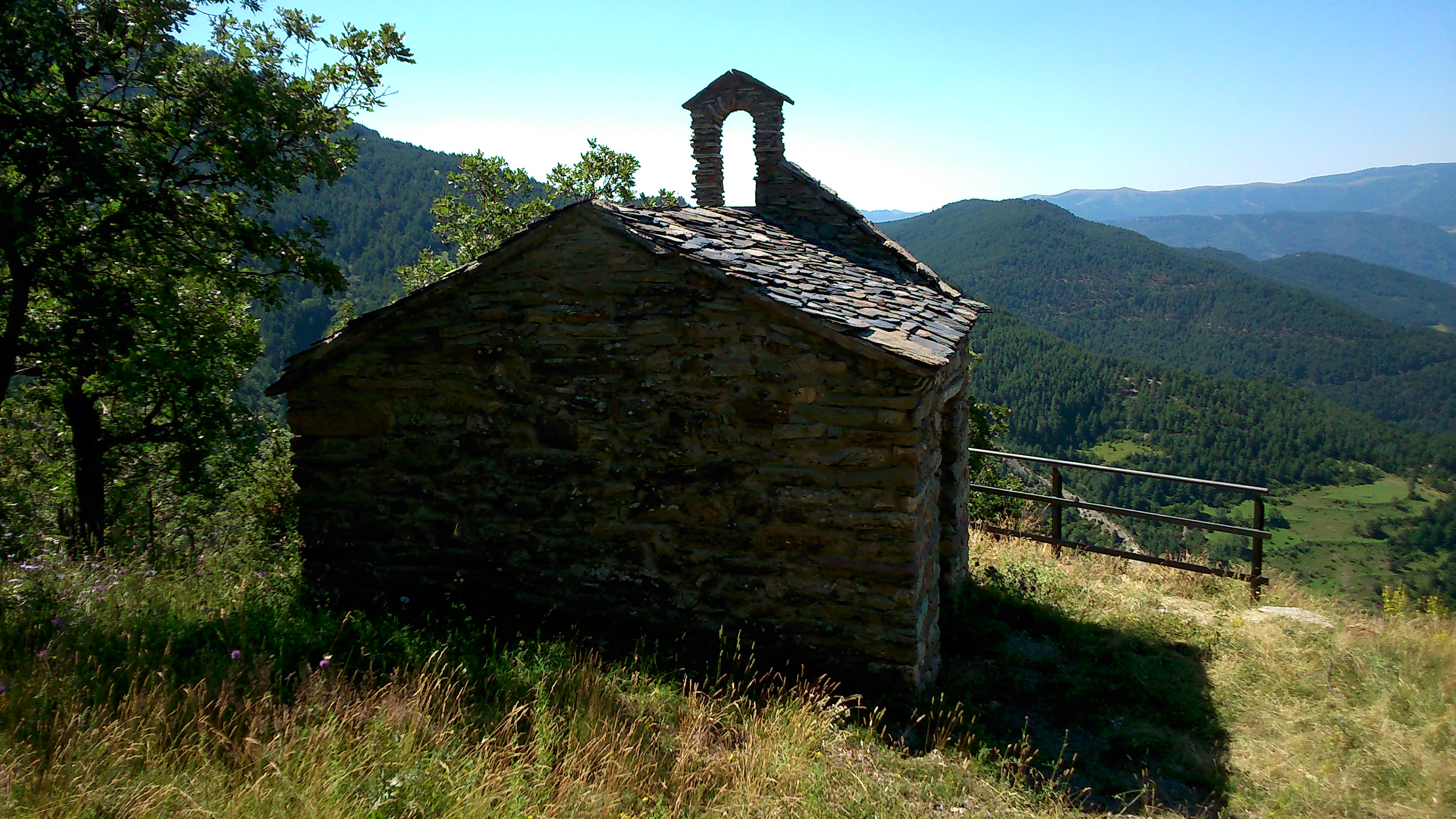
Lateral de l'ermita
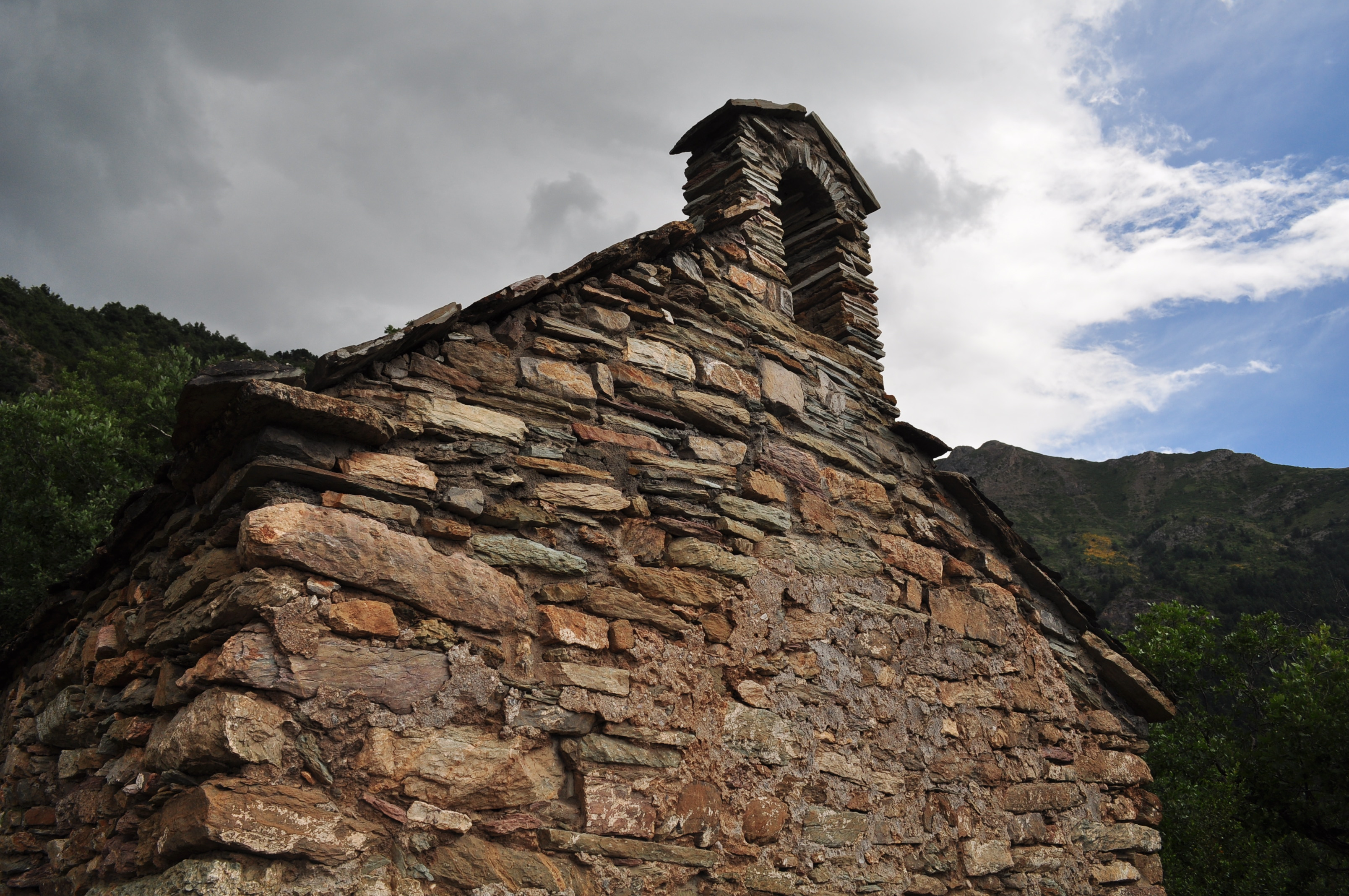
Frontal de l'ermita